# 西西伯利亚平原

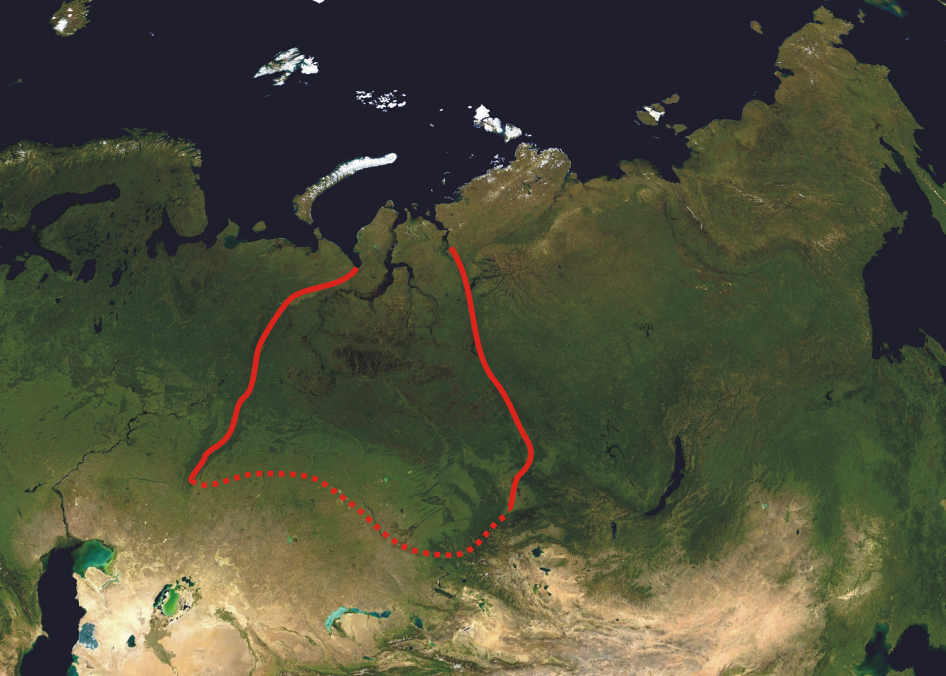
北亚地区的卫星地图上的西西伯利亚平原。

西西伯利亚平原位于亚洲西北部（俄罗斯中西部），乌拉尔山脉和叶尼塞河之间，南接哈萨克丘陵、萨彦岭，北滨喀拉海。东西宽1000—1900公里，南北长2500公里，面积274万平方公里，是世界上著名大平原之一。大部分平原排水不良，组成一些世界上最大的沼泽和洪泛区。平原内重要的城市包括：鄂木斯克，新西伯利亚和車里雅賓斯克。

## 地理
低洼开阔，中、北部海拔50—150米，西、南、东部缘地区海拔为220—300米。鄂毕河-额尔齐斯河贯穿全境。

### 气候
鄂毕河下游因河流经常泛滥加上蒸发微弱，因此地表多沼泽、湿地。均为副极地大陆性气候。冬季漫长且严寒，平均气温在-20℃以下，夏季短暂温和，气温在10—20℃。

## 植被
由北至南分布着苔原、针叶林、森林草原和草原四自然带，森林面积广阔，系俄国重要木材产地和放牧区。南部有部分耕地。有丰富的石油和天然气资源，北部乌连戈伊因盛产天然气而著名；鄂毕河中游的秋明油田是世界著名的大油田。

## 外部連結
- 美國太空總署衛星地圖（页面存档备份，存于）